# فريدي مارتينس
فريدي مارتينس مواليد 13 فبراير 1952 في بلجيكا، هو دراج بلجيكي سابق في صنف سباق الدراجات على الطريق. سبق أن شارك في دورة الألعاب الأولمبية الصيفية.

## سباقات أو مراحل فاز بها
- طواف فرنسا
- طواف إسبانيا
- بطولة العالم لسباق الدراجات على الطريق
- طواف سويسرا
- طواف إيطاليا

## روابط خارجية
- فريدي مارتينس على موقع أرشيف الدراجات (الإنجليزية)
- فريدي مارتينس على موقع إحصائيات الدراجات الإحترافية (الإنجليزية)
- فريدي مارتينس على موقع CycleBase (الإنجليزية)
- فريدي مارتينس على موقع أوليمبيديا (الإنجليزية)